# Bua (tỉnh)
Bua là một trong 14 tỉnh của Fiji. Nằm ở phía tây của mìn bắc đảo Vanua Levu, đây là một trong 3 tỉnh miền bắc, diện tích tỉnh là 1.379 km². Dân số theo thống kê năm 2007 là 14.176, tỉnh ít dân thứ tư cả nước.